# Club Deportivo Santaní
Il Club Deportivo Santaní è una società calcistica paraguaiana con sede nella città di San Estanislao.

## Storia
Il club fu fondato il 27 febbraio 2009 a San Estanislao. Esordì in seconda serie nel 2010.
Nel 2014 giunse secondo in seconda serie, a pari punti (57) con lo Sportivo San Lorenzo, insieme al quale ottenne la promozione nella massima serie del campionato paraguaiano. Il 1º novembre 2014 le due squadre si affrontarono in uno spareggio per decidere la squadra campione della seconda serie all'Estadio Defensores del Chaco. La partita vide la vittoria del San Lorenzo per 5-4 ai tiri di rigore (1-1 dopo i tempi supplementari).

## Organico

### Rosa
| N. |                     | Ruolo | Calciatore        |
| -- | ------------------- | ----- | ----------------- |
| 1  | Paraguay (bandiera) | P     | Carlos Servin     |
| 2  | Paraguay (bandiera) | D     | Ramon Ortigoza    |
| 3  | Paraguay (bandiera) | D     | Álvaro Arguello   |
| 4  | Paraguay (bandiera) | D     | Robert Servin     |
| 5  | Paraguay (bandiera) | C     | Hector Sanabria   |
| 6  | Paraguay (bandiera) | C     | Edison Torres     |
| 7  | Paraguay (bandiera) | A     | Víctor Aquino     |
| 8  | Paraguay (bandiera) | C     | Blás Díaz         |
| 9  | Paraguay (bandiera) | A     | Roberto Gamarra   |
| 10 | Paraguay (bandiera) | C     | Ángel Enciso      |
| 11 | Paraguay (bandiera) | A     | Arnaldo Zarate    |
| 12 | Paraguay (bandiera) | P     | Gustavo Arévalos  |
| 13 | Paraguay (bandiera) | C     | Cristian Paredes  |
| 14 | Paraguay (bandiera) | D     | Gustavo Velázquez |
| 15 | Paraguay (bandiera) | D     | Dionisio Mereles  |
| 16 | Paraguay (bandiera) | D     | Gustavo Romero    |
| 17 | Paraguay (bandiera) | C     | Juan Alvarez      |
| 18 | Paraguay (bandiera) | D     | Marcos Acosta     |
| 19 | Paraguay (bandiera) | C     | Juan Abente       |
| 20 | Paraguay (bandiera) | A     | Enrique Torres    |
| 21 | Paraguay (bandiera) | C     | Julio Acosta      |

| N. |                      | Ruolo | Calciatore         |
| -- | -------------------- | ----- | ------------------ |
| 22 | Paraguay (bandiera)  | D     | Víctor Ayala       |
| 27 | Paraguay (bandiera)  | D     | Yimmy Cano         |
| 32 | Paraguay (bandiera)  | D     | Roberto Cano       |
| 34 | Paraguay (bandiera)  | D     | Pedro Noguera      |
| —  | Paraguay (bandiera)  | P     | Pablo Gavilan      |
| —  | Paraguay (bandiera)  | D     | Gustavo Villamayor |
| —  | Paraguay (bandiera)  | D     | Ulises Bogado      |
| —  | Paraguay (bandiera)  | C     | Juan Gomez         |
| —  | Paraguay (bandiera)  | C     | Javier Martinez    |
| —  | Paraguay (bandiera)  | C     | Juvenal Cardozo    |
| —  | Paraguay (bandiera)  | C     | Ismael Martinez    |
| —  | Paraguay (bandiera)  | C     | Abel Gimenez       |
| —  | Paraguay (bandiera)  | C     | Adrian Lugo        |
| —  | Paraguay (bandiera)  | C     | Aldo Vera          |
| —  | Argentina (bandiera) | C     | Leandro Gracián    |
| —  | Argentina (bandiera) | C     | Matías Rojas       |
| —  | Paraguay (bandiera)  | A     | Carlos Martinez    |
| —  | Paraguay (bandiera)  | A     | Arnaldo Gauna      |
| —  | Paraguay (bandiera)  | A     | Anibal Martinez    |
| —  | Paraguay (bandiera)  | A     | Paulo Sequeira     |
| —  | Paraguay (bandiera)  | A     | Jorge Giménez      |